# Catedral de San Patricio (Mohale's Hoek)
La Catedral de San Patricio o simplemente Catedral de Mohale's Hoek (en inglés: Cathedral of St. Patrick) es el nombre que recibe un edificio religioso en la localidad de Mohale's Hoek parte del distrito del mismo nombre en el país africano de Lesoto.
Se trata de una de las 5 catedrales católicas que existen en esa nación. El templo sigue el rito romano o latino y funciona como la sede de la diócesis de Mohale's Hoek (Dioecesis Mohaleshoekensis creada en 1977 por el papa Pablo VI mediante la bula "Ut fert creditum") que está incluida en la provincia eclesiástica de Maseru y depende de la congregación para la evangelización de los pueblos.
Esta bajo la responsabilidad pastoral del obispo John Joale Tlhomola.